# Almaån
Almaån er et vandløb i det nordlige Skåne i Sverige. Det er ca. 40 km langt, men ca. 65 km hvis man regner kilde-åerne med. Almaån kommer fra Finjasjön (43 moh.) nogle kilometer vest for Hässleholm, og løber mod øst, hvor den løber ud i Helge å. 
Almaåns kilder: Mjölkalångaån, Matterödsån, Hovdalaån og Tormestorpsån. Vigtigste kilder er Hörlingeån og Farstorpsån.